# Neotanais tuberculatus
Neotanais tuberculatus är en kräftdjursart som beskrevs av Kudinova-pasternak 1970. Neotanais tuberculatus ingår i släktet Neotanais och familjen Neotanaidae. Inga underarter finns listade i Catalogue of Life.